# Martin Hairer
Martin Hairer KBE FRS (Ginebra, Suiza, 14 de noviembre de 1975) es un matemático austriaco que trabaja en el campo del análisis estocástico, en particular las ecuaciones en derivadas parciales estocásticas. Es profesor de Matemáticas en el Imperial College de Londres, habiendo ocupado anteriormente un puesto en la Universidad de Warwick y en el Instituto Courant de la Universidad de Nueva York. En 2014 recibió la Medalla Fields, uno de los más altos honores que puede lograr un matemático.

## Educación
Hairer asistió al Colegio Claparede de Ginebra, donde recibió su diploma de escuela secundaria en 1994, seguido de la Universidad de Ginebra, donde obtuvo su Licenciatura en Matemáticas en junio de 1998, Maestría en Física en julio de 1998 y Doctorado en Física bajo la supervisión de Jean- Pierre Eckmann en noviembre de 2001.

### Investigación y carrera
La nominación de Hairer para la Royal Society dice:

El profesor Martin Hairer es uno de los líderes mundiales en el campo de las ecuaciones diferenciales parciales estocásticas en particular, y en el análisis estocástico y la dinámica estocástica en general. Al aportar nuevas ideas al tema, realizó avances fundamentales en muchas direcciones importantes, como el estudio de variantes del teorema de Hörmander , la sistematización de la construcción de las funciones de Lyapunov para sistemas estocásticos, el desarrollo de una teoría general de ergodicidad para sistemas no markovianos , multiescalar técnicas de análisis , teoría de la homogenización, teoría del muestreo de rutas y, más recientemente, teoría de caminos difíciles y la teoría recientemente introducida de estructuras de regularidad

.
Bajo el nombre Hairersoft, desarrolla software para Macintosh.

### Premios y honores
- Advanced Research Fellowship, EPSRC (2006–2011)[9]
- Editors' Choice Award, Macworld (2007)[10]
- Premio Whitehead, London Mathematical Society (2008)[11][12][13]
- Philip Leverhulme Prize, Leverhulme Trust (2008)[14][15]
- Royal Society Wolfson Research Merit Award (2009)[cita requerida]
- Leverhulme Research Leadership Award, Leverhulme Trust (2012)[16]
- Fermat Prize, Institut de Mathématiques de Toulouse (2013)[17][18]
- Consolidator grant, European Research Council (2014)[19]
- Elected Fellow of the Royal Society (FRS) in 2014[7]
- Fröhlich Prize, London Mathematical Society (2014)[20]
- Fields Medal (2014)[4]
- Fellow of the American Mathematical Society (2015)[21]
- Member of the Austrian Academy of Sciences (2015)[22]
- Member of the Academy of Sciences Leopoldina (2015)[23]
- Honorary Knight Commander of the Order of the British Empire (2016)[24]